# Rui de Noronha
António Rui de Noronha (* 28. Oktober 1909 in Lourenço Marques, Mosambik; † 25. Dezember 1943 ebenda) war ein mosambikanischer Dichter, der als Vorreiter der modernen mosambikanischen Poesie angesehen wird.

## Biographie
Noronha studierte in Maputo und wurde Beamter in der Verwaltung von Häfen und Eisenbahnen (Serviço de Portos e Caminho de Ferro). Mit nur 17 Jahren begann er eine journalistische Karriere und publizierte in der Zeitschrift O Brado Africano. In dieser ersten Schaffensperiode entstanden nur drei Erzählungen. Ab 1932 war er in leitender Funktion für den Brado Africano tätig. Er schrieb politische Kommentare und Chroniken. Dies war problematisch, denn als Mestize – sein Vater war Inder, seine Mutter Afrikanerin – war er ständig mit Rassismus konfrontiert. Die meisten seiner Texte entstanden zwischen 1932 und 1935. In diesem Jahr verschlechterte sich sein Gesundheitszustand. Hinzu kamen die Veränderungen im politischen Klima durch den Estado Novo, die seine Tätigkeit immer weiter erschwerten. Mit nur 34 Jahren verstarb der Autor 1943.
Noronha wählte für die meisten seiner Gedichte die Form des Sonetts. Er orientierte sich dabei an den französischen Parnassiens. Diese Gedichtform war trotz der Kritik vieler „moderner“ Autoren in Portugal und den Überseeprovinzen immer noch recht populär. Er thematisierte in seinen Gedichten die Verbindung zu seinem Heimatland Mosambik. Dabei griff er auch auf afrikanische Traditionen zurück, weshalb er vielen Literaturwissenschaftlern als der erste eigentlich mosambikanische Dichter gilt.
Zu Lebenszeiten Noronhas hatte er nie einen seiner literarischen Texte herausgegeben. Erst sein Französischlehrer Domingos Reis Costa sammelte seine Gedichte und gab sechzig von ihnen 1946 unter dem Titel Sonetos (dt. Sonette) heraus. Sein Gesamtwerk wurde 2006 unter dem Titel Os meus versos (dt. Meine Verse) herausgegeben.

## Werk
- Sonetos, Editora Minerva Central, 1946 (postum herausgegeben von Dr. Domingos Reis Costa).
- Os Meus Versos, Texto Editores, 2006 (herausgegeben und kommentiert von Fátima Mendonça)
- Ao mata-bicho (Texte, die erstmals in der Zeitschrift O Brado Africano publiziert worden waren). Herausgegeben von António Sopa, Calane da Silva und Olga Iglésias Neves. Maputo, Texto Editores, 2007.